# Джонджоли (фильм)
«Джонджоли» (международное рабочее название NINA) — художественный фильм режиссёра Оксаны Бычковой. Картина стала участником индустриальной программы WIP Europa международного кинофестиваля в Сан-Себастьяне 2021 года, где представлены самые перспективные проекты, запущенные в производство в Европе, на стадии постпродакшн. В октябре 2021 года фильм отмечен наградой на международном питчинге в рамках European Work-in-Progress Cologne за игру актеров и работу режиссера.
Мировая премьера картины состоялась в июне 2023 года на 25-м Международном кинофестивале в Шанхае. Выход фильма в российский прокат запланирован на 30 ноября 2023 года.

## Сюжет
У Нины стабильный брак, доверительные отношения с мужем, с которым они воспитывают сына, успешная карьера. Она получает известие от бывшего возлюбленного Руслана, что тот серьёзно болен, и соглашается приехать в Тбилиси и поддержать когда-то близкого человека в непростое время, тем более, что муж Нины не против этой поездки. Она едет налегке и не планирует задерживаться надолго, но судьба распоряжается иначе.

## В ролях
| Актёр           | Роль   |
| --------------- | ------ |
| Юлия Пересильд  | Нина   |
| Евгений Цыганов | Руслан |
| Кирилл Кяро     |        |
| Андро Чичинадзе |        |

## Производство
Съемки проходили в Грузии в 2021 году.

## Награды
2023 — «Золотая ладья» за II место конкурса «Выборгский счет» на кинофестивале «Выборг 2023»